# Florence Weber
Florence Weber, nacida el 31 de enero de 1958, es una socióloga y antropóloga francesa que ha trabajado en particular sobre el mundo rural y obrero en Francia. 

## Investigación y posiciones
Florence Weber es profesora universitaria en la École normale supérieure, donde fue jefa del departamento de ciencias sociales, e investigadora en el Centro Maurice Halbwachs, un centro de investigación de la ENS, EHESS, Cnrs e INRAE.
Su trabajo se centra en la metodología del trabajo de campo, en las actividades económicas analizadas desde una perspectiva sociológica y en la atención a las personas discapacitadas y dependientes por parte de la familia, el mercado y el Estado, especialmente cuando estas personas se describen en términos de discapacidades cognitivas o trastornos mentales.
Últimamente está comprometida con una práctica contemporánea de la fotografía armada con las ciencias sociales. Es una de las pioneras en este campo en Francia, en particular junto a Jean-Robert Dantou.

## Educación
Estudiante en la École normale supérieure des jeunes filles (más tarde fusionada con la ENS)  (1977-1982)
Catedrático en Ciencias Sociales (1981)
MAS en Antropología Social por la EHESS (1981)
Tesis de nuevo régimen en la EHESS (1986)
Habilitación para dirigir investigaciones en París VIII (2000), que es el más alto título francés

## Libros (en francés)
- 1989. Le travail à-côté. Étude d'ethnographie ouvrière. París: INRA/Ed. EHESS. Reimpreso en la colección "Réimpressions", Éd. EHESS, 2001.
- 1997 con Stéphane Beaud, Guide de l'enquête de terrain. Produire et analyser des données ethnographiques, París, La Découverte, coll. "Guides Repères", 4ª edición 2010, traducida al portugués (2007, Guia para a pesquisa de campo, Vozes, Petropolis, RJ, Brasil) y al serbio.
- 2003, con Agnès Gramain y Séverine Gojard. Charges de famille. Dépendance et parenté dans la France contemporaine, París, La Découverte, coll. "Textes à l'appui, Enquêtes de terrain".
- 2005, con Laurent Feller y Agnès Gramain. La fortune de Karol. Marché de la terre et liens personnels dans les Abruzzes au haut Moyen Age, Roma, École Française de Rome, " Collection de l'École française de Rome, 347 ".
- 2005. Le Sang, le nom, le quotidien. Une sociologie de la parenté pratique. La Courneuve: Aux lieux d'être, 264 p.
- 2007 con Caroline Dufy. L'ethnographie économique. París: La Découverte, coll. "Repères". Traducido al español (2009, Más allá de la Gran División. Sociología, economía y etnografía, Antropofagia, Buenos Aires)
- 2007. "Introduction. Vers une ethnographie des prestations sans marché", en Mauss Marcel, Essai sur le don, París, PUF, "Quadrige, Grands Textes".
- 2008. Le travail au noir : une fraude parfois vitale ? París: Éditions rue d'Ulm.
- 2009. Manuel de l'ethnographe. París: PUF, col. "Quadrige Manuels".
- 2009. Le Travail à-côté. Une ethnographie des perceptions. París: Éditions EHESS. Col. "En temps & lieux". Nueva edición con un epílogo. Traducido al portugués (2009, Trabalho fora do trabalho. Uma ethnografia das percepçoes, Garamond, "Cultura y Economía", Río de Janeiro, Brasil)
- 2011. Handicap et dépendance. Drames humains, enjeux politiques, Éditions Rue d'Ulm, coll. "CEPREMAP", París
- 2011. con Laurence Fontaine. Les Paradoxes de l'économie informelle. A qui profitent les règles? Karthala, París
- 2013. Penser la parenté aujourd'hui. La force du quotidien, Éditions Rue d'Ulm, coll. "Sciences sociales", París
- 2014. con Loïc Trabut y Solène Billaud. Le Salaire de la confiance. L'aide à domicile aujourd'hui, Éditions Rue d'Ulm, coll. "Sciences sociales", París
- 2014. con Eric Brian, Stephan Moebius, Frithjof Nungesser. "Relire Marcel Mauss. Relektüren von Marcel Mauss", Trivium. Revista franco-alemana de humanidades y ciencias sociales, vol. 17 en acceso libre[5]
- 2015. Brève histoire de l'anthropologie, Flammarion, coll. " Champs ", París
- 2015. con Jean-Robert Dantou. Les Murs ne parlent pas. Trois dispositifs photographiques pour une enquête en psychiatrie, Kehrer Verlag, Heidelberg.

## Ligações Web
Publicaciones de Florence Weber en Researchgate
Publicaciones de Florence Weber en Cairn.info
1. ↑  «Florence Weber». Babelio (en francés). Consultado el 17 de mayo de 2023.
2. ↑  «ENS-Département de Sciences sociales-Florence Weber». elias.ens.fr. Archivado desde el original el 30 de enero de 2023. Consultado el 17 de mayo de 2023.
3. ↑  «Florence Weber, auteur sur CMH». CMH (en inglés estadounidense). Consultado el 17 de mayo de 2023.
4. ↑  «Jean-Robert Dantou et Florence Weber : Anthropologie et photographie». as.nyu.edu. Consultado el 17 de mayo de 2023.
5. ↑  «Retours de La Souterraine | ENS». www.ens.psl.eu. Consultado el 17 de mayo de 2023.

- Datos: Q2414827